# Rosas
Rosas – gmina w Kolumbii, w departamencie Cauca. Ma 130 km² powierzchni i jest zamieszkana przez 9336 osób (2018).